# Gesellschaftsabend

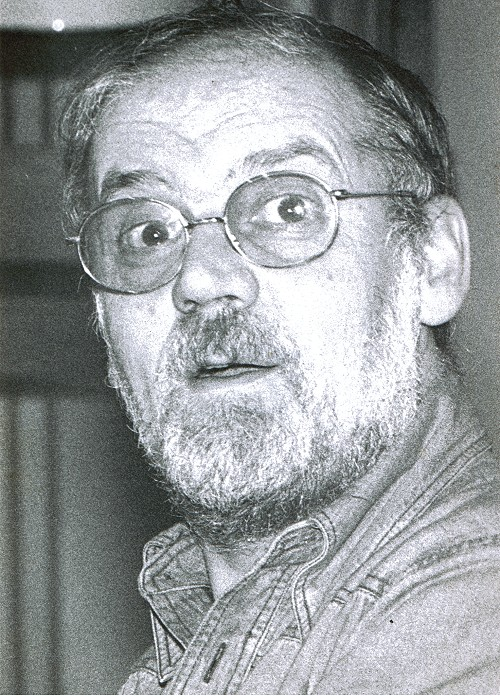
Hanns Dieter Hüsch

Der Gesellschaftsabend ist eine Kabarett- und Musiksendung vor Publikum des Saarländischen Rundfunks, die fast drei Jahrzehnte lang von Hanns Dieter Hüsch moderiert wurde.
Seit 1973 werden pro Jahr sechs Folgen im Großen Sendesaal auf dem Halberg produziert und samstagabends live im Hörfunkprogramm des Saarländischen Rundfunks (SR 2) übertragen. Von 1991 bis 2008 produzierte auch das Fernsehprogramm in seinem Fernsehstudio 1 („Kleiner Gesellschaftsabend“ als Live-Aufzeichnung vor kleinem Publikum) eine eigene Sendung, die jeweils eine inhaltlich gleiche, dem FS-Sendeformat angepasste, etwas kompaktere Ausgabe der Hörfunksendung des Tags darauf war.
Das Konzept der Sendung stammt von Karl-Heinz Schmieding. In jedem Gesellschaftsabend treten meist drei Künstler oder Gruppen aus den Bereichen Kleinkunst, Chanson und Jazz vor Saalpublikum auf. Als Gastgeber führte zunächst Hanns Dieter Hüsch durch die Sendung, bis er im Jahr 2001 die Moderation aus gesundheitlichen Gründen abgab. Sein Nachfolger Matthias Beltz starb unerwartet im Jahr 2002 und wurde von Lisa Fitz abgelöst. Nach Fitz’ Auftritt in der RTL-Sendung Ich bin ein Star – Holt mich hier raus! im Jahr 2004 trennte sich der SR von ihr und engagierte Richard Rogler, der bis November 2007 die Sendung moderierte. Zwischen 2001 und 2008 wurde der Gesellschaftsabend (nur im Hörfunk) auch von SR-Mitarbeiter Steffen Kolodziej präsentiert.
Seit der 202. Folge am 26. April 2008 führt Emmanuel Peterfalvi alias Alfons („Puschel TV“) durch den Gesellschaftsabend. Er moderiert auch den Nachfolger der Fernsehfassung des Gesellschaftsabends, Alfons und Gäste.
Der Gesellschaftsabend ist die älteste Kabarettreihe im Hörfunk der ARD und gilt als eines der Aushängeschilder des Saarländischen Rundfunks. Zu den Gästen gehörten bisher unter anderem Künstler wie Dieter Hildebrandt, Franz Josef Degenhardt, Konstantin Wecker, Christof Stählin, Mathias Richling, Dieter Nuhr, Stefan Jürgens, Walter Hedemann, Thomas Freitag, Sissi Perlinger und Willy Astor. Am 28. Oktober 2023 feierte der Gesellschaftsabend mit der 294. Ausgabe sein 50-jähriges Jubiläum.